# Invasão chinesa do Tibete em 1950
A invasão chinesa do Tibete em 1950 ou intervenção militar chinesa no Tibete, ou também Batalha de Chamdo (chinês: 昌都战役), oficialmente na China como Libertação de Chamdo (chinês: 解放昌都), foi uma campanha militar por parte da República Popular da China contra o de facto independente Tibete em Chamdo depois de meses de negociações fracassadas.  O objetivo da campanha era capturar o exército tibetano em Chamdo, desmoralizar o governo de Lhasa, e exercer, assim, pressão suficiente para obter dos representantes tibetanos a concordância em participar de negociações em Pequim e assinar os termos reconhecendo a soberania chinesa sobre o Tibete.  A campanha resultou na captura de Chamdo e novas negociações entre a República Popular da China e os representantes tibetanos, o que conduziria a anexação do Tibete pela República Popular da China.
O regime comunista chinês liderado por Mao Tse Tung interveio no Tibete em 1950 sob pretexto de "libertar o país do imperialismo inglês", quarenta mil soldados chineses entraram em outubro do mesmo ano em Lhassa, capital histórica tibetana, e em 1951 o país ficou sob controle total da China.
Este ataque marcou o início da campanha de Pequim para integrar o Tibete na República Popular da China. O governo chinês chama essa operação de "libertação pacífica do Tibete" , e um Acordo de Dezessete Pontos para a Libertação Pacífica do Tibete foi assinado pelos representantes do XIV Dalai Lama, Tenzin Gyatso e o Governo da China, que declarou sua soberania sobre a região. No entanto, o episódio é chamado de "invasão do Tibete" pelo governo tibetano no exílio, , o Congresso americano, os analistas militares, as fontes da mídia, e várias ONGs, como a Comissão Internacional de Juristas, que presumem que o Tibete não teve outra escolha a não ser assinar o acordo em 17 pontos, que foi denunciado pelo Dalai Lama no exílio em 1959.